# Termine processuale (ordinamento civile italiano)
Il termine processuale nell'ordinamento processuale civile italiano è disciplinato in via generale dagli articoli da 152 a 155 del codice di procedura civile italiano.

## Funzione
La funzione del termine può essere acceleratoria, ossia di mantenere le attività processuali sufficientemente concentrate, ovvero dilatoria, al fine di consentire ai soggetti processuali di beneficiare di spatium temporis sufficiente per poter adeguatamente compiere gli atti di loro pertinenza.
In tal senso, il termine è detto: acceleratorio o finale, quando il suo scopo è quello di far compiere un'attività processuale entro un determinato momento; dilatorio, allorché il suo scopo è quello di far compiere un'attività processuale dopo di un determinato momento.

## Classificazione dei termini
La dottrina classifica il termine processuale come:
- legale, quando è stabilito dalla legge;
- giudiziale, quando è stabilito dal giudice, solo se la legge lo consente;
- perentorio, quando stabilito dalla legge a pena di decadenza. La decadenza comporta la perdita della facoltà di compiere un atto. Deve essere tale per espressa previsione di legge e non può essere abbreviato né prorogato nemmeno in base all'accordo delle parti.
  - iniziale : momento a partire dal quale un atto può essere compiuto
  - finale : momento oltre il quale l'atto non può essere compiuto. L'attività compiuta dopo la scadenza del termine perentorio è nulla.
- ordinatorio, la sua inosservanza non produce decadenza del potere di compiere l'atto, se non a seguito di una valutazione discrezionale del giudice. Infatti l'art. 154 prevede l'abrogazione o la proroga del termine ordinatorio che può essere tra l'altro rinnovata per motivi particolarmente gravi e motivati. Il compimento dell'atto dopo la scadenza o la proroga del termine dà luogo a una nullità relativa rilevabile su eccezione di parte.
- dilatorio, tempo che deve trascorrere prima che sia compiuto l'atto.
- domminatorio, la cui inosservanza la legge non collega alcuna decadenza, ma solo delle conseguenze minori, ad esempio maggior carico delle spese.
- sanzionatorio, la cui inosservanza non è legata alcuna sanzione.

## Computo del termine
Il computo del termine è disciplinato dall'art. 155 codice di procedura civile.
Nel computo dei termini a giorni o ad ore, si escludono il giorno o l'ora iniziali. Per il computo dei termini a mesi o ad anni, si osserva il calendario comune.
I giorni festivi si computano nel termine.
Se il giorno di scadenza è festivo, la scadenza è prorogata di diritto al primo giorno seguente non festivo. La proroga del termine si applica altresì ai termini per il compimento degli atti processuali svolti fuori dell'udienza che scadono nella giornata del sabato.
Nel caso in cui il termine sia libero non si tiene conto né del giorno iniziale né di quello finale.

## Potere di proroga ministeriale
È previsto un potere ministeriale di proroga dei termini: il Ministro della giustizia ha il potere di prorogare di 15 giorni i termini di decadenza per il compimento degli atti presso gli uffici giudiziari qualora essi non siano in grado di funzionare regolarmente per eventi di carattere eccezionale.

## Sospensione feriale dei termini
Si ha inoltre la sospensione di diritto dei termini processuali nel periodo feriale (dal 1º agosto al 1º settembre). Ovviamente i termini riprendono al decorrere del periodo di sospensione. Se un termine cade nel periodo di sospensione devono essere contati 30 giorni in più.
Non sono soggetti alla sospensione feriale dei termini i processi di:
- particolare urgenza;
- cause alimentari;
- controversie individuali di lavoro e previdenziali;
- procedimenti cautelari e di opposizione all'esecuzione;
- giudizi di sfratto;
- revoca di fallimento.